# نهر باسول
نهر باسول يتدفق جنوبا في منطقة جوادر من إقليم بلوشستان جنوب غرب باكستان.
نهر باسول يستنزف منطقة مكران الصحراوية حيث أن فم النهر موجود عند مدخل خور كالمات على خليج عمان من بحر العرب.